# Juan Antonio Pellicer
Juan Antonio Pellicer y [Pilares] Saforcada (Encinacorba, Zaragoza, 1738 - Madrid, 10 de septiembre de 1806), bibliógrafo, biógrafo y cervantista español.

## Biografía
Hijo de Juan Manuel Pellicer y de Gertrudis Pilares y Saforcada, marchó a Madrid para educarse al lado de su tío Ignacio Ximénez y Saforcada, tesorero principal de rentas provinciales; estudió en Alcalá de Henares, graduándose de bachiller en Cánones y Leyes, e ingresó a principios de 1762 como «tercer escribiente» en la Biblioteca Real de Madrid. Junto con el geógrafo Tomás Antonio Sánchez y Rafael Casalbón y Geli actualizó una reedición de la famosa obra bibliográfica de Nicolás Antonio (1617-1684) Bibliotheca hispana nova (1672), un repertorio de escritores españoles desde el año 1500, bajo el nuevo título de Bibliotheca Hispana Nova, sive Hispanorum scriptorum qui ab anno MD. ad MDCLXXXIV floruere noticia (Madrid: Joaquín Ibarra, 1783 y 1788, 2 vols.).
Es más conocido, sin embargo, por su erudito Ensayo de una bibliotheca de traductores españoles (Madrid: Antonio de Sancha, 1778), donde por vez primera se considera la traducción desde el punto de vista filológico e histórico al mismo tiempo, por más que no se encuentre exento este trabajo de limitaciones, entre otras, no ser una obra acabada (Marcelino Menéndez y Pelayo quiso continuarla); por otra parte, desborda su propósito inicial incluyendo numerosos datos nuevos sobre los hermanos Lupercio Leonardo y Bartolomé Leonardo de Argensola y Miguel de Cervantes. Escribió, además, un Discurso sobre varias antigüedades de Madrid... (1791) y una Vida de Miguel de Cervantes Saavedra, Madrid, Gabriel Sancha, 1797, que fue la tercera publicada en castellano tras las de Gregorio Mayáns y Siscar y la de Vicente de los Ríos; este trabajo aumentó considerablemente los datos disponibles sobre el autor.
En 1792 fue nombrado supernumerario de la Real Academia de la Historia y en 1795 fue ascendido a académico numerario. En 1802 era ya Decano de los Bibliotecarios de Su Majestad y se le añadió ese mismo año el honor de ser nombrado caballero de la Orden de Carlos III.
En 1776, publicó su traducción del francés de los Sermones del jesuita Charles Frey de Neuville (1693-1774), predicador de Luis XV, obra que fue muy reimpresa.
Asimismo, realizó, por encargo de Antonio de Sancha, una importante edición anotada de Don Quijote en cinco tomos (Madrid, 1797).

## Obras
- Edición de Nicolás Antonio, Bibliotheca Hispana Nova, sive Hispanorum scriptorum qui ab anno MD. ad MDCLXXXIV floruere noticia (Madrid: Joaquín Ibarra, 1783 y 1788, 2 vols.)
- Ensayo de una bibliotheca de traductores españoles, donde se da noticia de las traducciones que hay en castellano de la Sagrada Escritura, Santos Padres, Filósofos, Historiadores, Médicos, Oradores, Poetas, así griegos como latinos, y de otros autores que han florecido antes de la invención de la imprenta. Preceden varias noticias para las vidas de otros escritores españoles, Madrid: Antonio de Sancha, 1778.
- Discurso sobre varias antigüedades de Madrid y origen de sus parroquias, especialmente la de San Miguel. Con algunas observaciones sobre la disertación histórica publicada por el Doctor don Manuel Rosell acerca de la aparición de San Isidro Labrador al rey don Alonso VIII antes de la batalla de Las Navas, en defensa del Marqués de Mondéjar (Madrid: Antonio de Sancha, 1791)
- Vida de Miguel de Cervantes Saavedra, Madrid, Gabriel de Sancha, 1800.[3]
- Carta en castellano con posdata políglota en la cual don Juan Antonio Pellicer y don Josef Antonio Conde responden a la carta crítica que un anónimo dirigió al autor de las Notas del Don Quixote, desaprobando algunas de ellas (MAdrid: Sancha, 1800)
- Disertación histórico-geográfica sobre el origen y población de Madrid, así en tiempo de moros como de cristianos, Madrid: Imprenta de la Administración de la Beneficencia, 180
- Examen crítico del Anti-Quixote publicado por don Nicolás Pérez (Madrid: Sancha, 1806)
- Edición de Miguel de Cervantes, El ingenioso hidalgo Don Quijote de La Mancha [...] Nueva edición, corregida de nuevo, con nuevas notas, con nuevas estampas, con nuevo análisis y con la vida del autor nuevamente aumentada, (Madrid, Gabriel Sancha, 1797-1798), 5 vols. Segunda edición Madrid: Gabriel Sancha, 1798-1800, 9 volúmenes.
- Trad. de Sermones del padre Carlos Frey de Neuville, Predicador de Luis XV, Rey de Francia. Madrid: Antonio de Sancha, 1779-1789, 8 vols.